# Nosy Faly
Nosy Faly is een eiland van Madagaskar ten oosten van de eilanden Nosy Be en Nosy Komba en vlak ten noorden van het schiereiland Ambato. Het eiland behoort tot de regio Diana in de provincie Antsiranana.
Het eiland is bewoond en er zijn verbindingen vanaf het vasteland vanuit Ambato. Het noordelijke en zuidelijke deel van het eiland worden van elkaar gescheiden door een landengte.
Op dit eiland liggen graven van de Bemazava, een stam van de Sakalava.